# Фрот

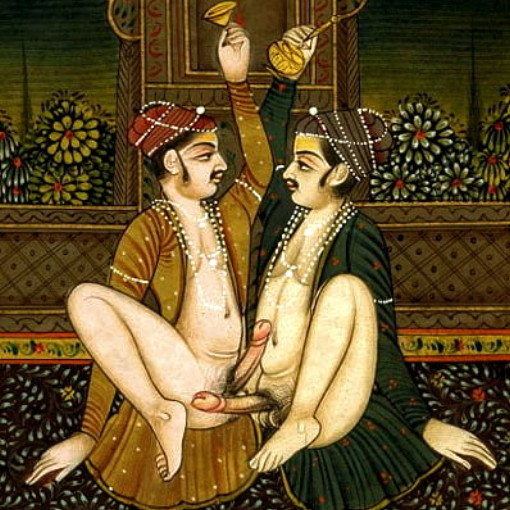
Фрот, отображенный в работе индийского художника

Фрот (англ. frot — жаргонное сокращение от frottage; восходит к фр. frotter — «тереть») — непроникающая форма секса между мужчинами, включающая, как правило, непосредственное соприкосновение половых членов. Термин популяризовался гей-активистами, пренебрегавшими практикой анального секса, но впоследствии развился, охватив различные предпочтения для поведения, подразумевающего либо не подразумевающего определённое отношение к иному сексуальному поведению. Благодаря своему непроникающему характеру, фрот имеет преимущества безопасного секса, так как снижает риск передачи ВИЧ/СПИДа, но по-прежнему несёт в себе риск заражения кожно-венерическими болезнями, в частности ВПЧ и лобковыми вшами (фтириазом), которые могут быть переданы даже при невидимых повреждениях.

## Теория и этимология
Генитально-генитальное трение — физически описательный термин для такого сексуального поведения, при котором имеет место взаимное трение половых органов, по аналогии с генитально-анальным и генитально-оральным сексом. Этот тип сексуальной близости распространён не только среди людей. Генитально-генитальное трение — термин, чаще всего используемый приматологами для описания действий между самками бонобо, и иногда используемый в качестве отсылки на генитально-генитальное трение между самцами бонобо, под термином penis fencing («фехтование пенисами»). Таким образом, генитально-генительное трение между мужчинами, по мнению ряда теоретиков-эволюционистов, существовало у гоминид ещё до их развития в людей и бонобо, и может, или не может иметь место в гомосексуальном поведении обоих видов, генетически связанных между собой.
В современном понимании, описывающем специфическое поведение мужчин, практикующих секс с мужчинами (МСМ), термин «фрот» возник в контексте дискуссии о статусе анального секса в рамках гей-сообщества: некоторые «антианальные» «профротные» фракции настаивают на том, что анального секса следует избегать вообще. Одна точка зрения утверждает, что популярность анального секса будет снижаться, и, как следствие, предполагается снижение темпов распространения ВИЧ, если гомосексуалы смогут каким-то образом убедить себя рассматривать анальный секс не как «ванильную» практику, а как «странную» и не совсем приличную, как это было в 1950-х и 1960-х годах, когда геи, предпочитавшие только взаимную мастурбацию и фелляцию иногда использовали уничижительный жаргонизм brownie queen в отношении любителей анального секса.
В конце 1990-х годов гей-активист Билл Вайнтрауб стал последовательно продвигать на интернет-форумах и рекомендовать употреблению слово frot с гендерно-специфическим значением penis-to-penis rubbing, назвавшись автором этого термина. «Я не использую слово frottage, так как это эрзац-французское слово, указывающее на любое эротическое трение», — говорит Вайнтрауб. «Фрот же, напротив, всегда секс phallus-to-phallus». Вайнтрауб считает, что настоящий секс — это генитально-генитальный контакт.

## Сексуальные практики

### Общая характеристика
Чувственное наслаждение от фрота обусловлено взаимной и одновременной стимуляцией гениталий обоих партнёров, создающей приятное трение против нервного пучка уздечки крайней плоти в нижней части тела полового члена, чуть ниже мочевого отверстия головки полового члена.

### Безопасный секс
Поскольку фрот является непроникающим половым актом, снижается риск передачи заболеваний, передающихся половым путём, требующий прямого контакта слизистых оболочек и предэякулята или спермы. ВИЧ является одной из инфекций, требующих такого прямого контакта, и исследования показывают, что не существует риска передачи ВИЧ посредством фрота. Вместе с тем фрот по-прежнему может передавать другие инфекции, передающиеся половым путём, в частности, фтириаз и ВПЧ. (Против ВПЧ доступна вакцинация, вакцинированные люди защищены от последствий инфицирования этим вирусом.)

### Сравнение с анализмом и дискуссии
Многие гомосексуалы или мужчины, практикующие секс с мужчинами (МСМ) в целом предпочитают предаваться фроту или другим формам взаимной мастурбации, считая их более приятными или более нежными, чем анализм, в целях сохранения технической девственности или в качестве альтернативы анальному проникновению. Эти предпочтения привели к ряду дискуссий в сообществе гомосексуалов и МСМ относительно того, что представляет собой «настоящий секс» или наиболее чувственное выражение сексуальной близости. Некоторые сторонники фрота считают, что когда «два члена собираются вместе, ласкают друг друга, скользят» и трутся друг о друга, — в этом больше секса, чем в любой другой форме сексуальной активности. Другие мужчины, практикующие секс с мужчинами, ассоциируют мужественность с «активной» и «пассивной» сексуальными позициями во время акта анализма.

## Галерея

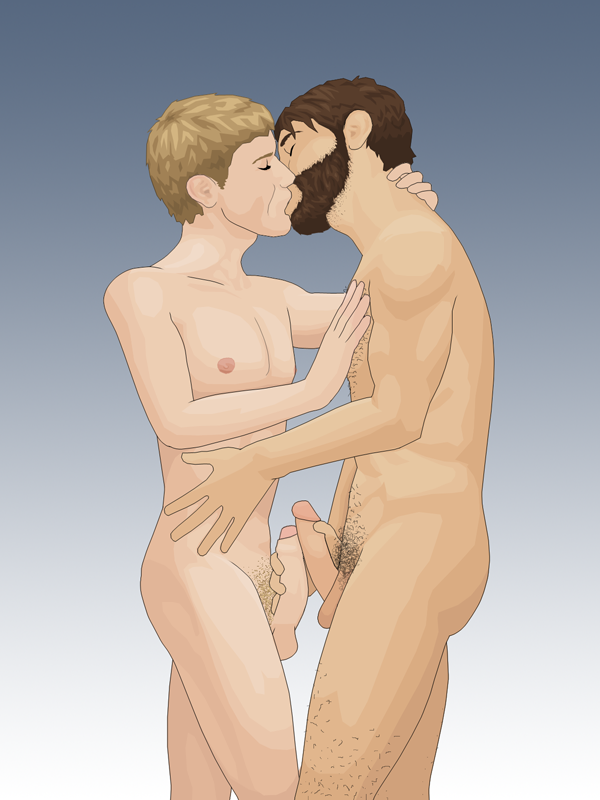
Фрот с поцелуем
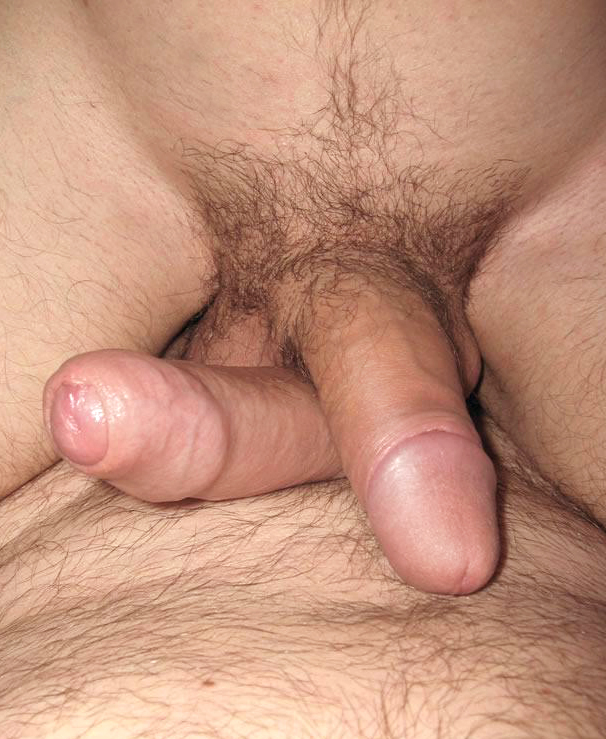